# 瀧澤寿美雄
瀧澤 寿美雄（たきざわ すみお、1954年 - ）は、日本の経営コンサルタント。スペイン、メキシコ、オーストラリア、カリフォルニア州など在日の諸外国の貿易・投資機関勤務を経て、2006年から2013年までメキシコ大使館経済省駐日代表部に勤務。その後、ジェトロ新興国進出支援メキシコ専門家として、日本の中小企業を支援する。2014年12月、この貴重な経験を生かすべく、日本とメキシコにおける輸出入促進と日本企業のメキシコ直接投資誘致に関するサービスを提供するため、株式会社メヒココンサルティングを立ち上げ、代表取締役に就任し、今日に至る

## 来歴
- 1954年　東京都台東区柳橋生まれ。浅草の金竜小学校は4年生まで、5年時に足立区五反野にある千寿第五小学校に転向。 足立第四中学校、都立大山高校を経て大学受験。法学部を受験したが不合格で一浪した後、年末に行われる1973年神奈川大学給費生試験に  挑戦するが不合格。ただし、一般学生として入学許可される
- 1975年 神奈川大学スペイン語学科在学中の3年生時に、「日墨交流計画」の国費留学生としてトルーカ(埼玉県さいたま市と姉妹都市）にある メキシコ州立自治大学に10ヶ月間留学(午前中はスペイン語講座、午後に法学部に聴講生として受講）
- 1976年～1984年　立教大学ラテンアメリカ研究所で卒業単位を取得
- 1977年　総理府主催「東南アジア青年の船」の参加青年として2ヶ月間ASEAN訪問
- 1998年　国家試験スペイン語通訳ガイド(通訳案内士）試験合格
- 1979～1988年 社団法人日本能率協会にて、国際企画部マネジャーとしてFOODEX(アジアで最大規模の国際食品展）など担当
- 1988~1993年 在日スペイン大使館商務部で消費財の対日輸出促進担当
- 1994~1997年 メッセフランクフルト株式会社でマーケティング担当
- 1997~1998年 在日カリフォルニア州貿易投資事務所　副代表
- 1999~2004年 オーストラリアの在日ニューサウスウェールズ州政府代表代理
- 2006~2013年 メキシコ経済省駐日代表部貿易・投資アドバイザー
- 2009~2013年 東京都の中小外資系企業の対日進出ビジネス相談窓口「東京ビジネスエントリーポイント」の相談員
- 2014年　ジェトロ「中堅・中小・小規模事業者新興国進出支援専門家」（メキシコ担当）
- 2013~2015年 中小機構の国際化支援アドバイザー・海外販路開拓支援アドバイザー
- 2014年 日本企業のメキシコ進出、メキシコビジネスを支援するため、株式会社メヒココンサルティング（MC)を設立し、代表取締役になる
- 2015年 ジェトロ「海外展開のための専門家活用助成事業」(メキシコ担当)
- 2015~2016年 メキシコハリスコ州貿易投資日本事務所所長
- 2016年7月　MC内に、アミスタ日本工業団地日本事務所を開設、現在はアドバイザーを務める
- 2017年10月　一般財団法人海外産業人材育成協会(AOTS)のメキシコにおける広報活動を担当

## 著述　専門雑誌に掲載されたレポート
- 「メキシコ進出が続く日本企業への期待と課題　－ハリスコ州の投資誘致と貿易促進策を事例に」（ラテンアメリカ協会　ラテンアメリカ時報 ）
- 「私のであった40年前のメヒコと現在の姿」（みずほ銀行215年5月）
- 「メキシコで自社にあった現地人材を確保する方法」(リクルートワークス2015年4月）
- 「南北アメリカの輸出製造拠点先として注目されるメキシコの魅力」(中小機構　中小企業国際化支援レポート2014年3月）
- 『スペイン語の逆襲～日本人に最も向いている外国語pの学び方』(メヒココンサルティング　近刊）

## セミナーでの講演
- 2018年7月　 埼玉りそな銀行
- 2018年2月 　メキシコ大使館
- 2017年10月　りそな銀行
- 2017年7月　 名古屋銀行
- 2017年7月　 アエロメヒコ
- 2015年10月　りそな総研
- 2015年3月　  水際会